# Zygmunt Wilczyński
Zygmunt Wilczyński, pseudonim Żuk (ur. 30 marca 1910 w Przemyślu, zm. 16 października 1950 w Warszawie) – sierżant broni pancernych Wojska Polskiego, żołnierz AK-WiN, podporucznik, komendant Obwodu Puławy WiN, komendant ds. dywersji w Obwodzie Puławy.

## Życiorys
Był synem Andrzeja, pracownika kolei, i Marii z d. Schechtling. Po ukończeniu szkoły powszechnej uczęszczał do seminarium nauczycielskiego w Nieszawie, a następnie do Państwowej Szkoły Technicznej we Lwowie. W latach 1929–1931 odbywał zasadniczą służbę wojskową w 6 Batalionie Pancernym w garnizonie Lwów. W tej samej jednostce pełnił służbę zawodową aż do wybuchu wojny.
We wrześniu 1939 walczył w obronie Lwowa w 10 Brygadzie Kawalerii Zmotoryzowanej. Po agresji ZSRR na Polskę przekroczył granicę polsko-rumuńską w rejonie Zaleszczyk. W Rumunii był internowany w obozie w Konstancy, skąd po dwóch tygodniach udało mu się zbiec. W Bukareszcie nawiązał kontakt z ambasadą polską i został włączony do grupy żołnierzy polskich, z którą przedostał się przez Jugosławię do Grecji, a stamtąd dopłynął do Francji, gdzie otrzymał przydział do 1 Baonu Pancernego 1 Dywizji Grenadierów.
W momencie ataku Niemiec na Francję został przydzielony do 385 kolumny samochodowej 1 Dywizji Grenadierów. W starciu pod Belfortem w pobliżu granicy szwajcarskiej został ciężko ranny i dostał się do niewoli niemieckiej. Przebywał w szpitalu jenieckim w Strasburgu, a po wyleczeniu został umieszczony w obozie jenieckim w Marburgu. Stamtąd trzykrotnie bez powodzenia próbował uciec. Za karę został przeniesiony do obozu koncentracyjnego pod Marburgiem. W lecie 1942 uciekł. Po ponad miesięcznej wędrówce udało mu się dotrzeć do Polski, w rejon Puław.
W końcu 1942 nawiązał w Dęblinie kontakt z miejscową placówką AK. Na początku 1943 został przydzielony do Oddziału Partyzanckiego ppor. Mariana Sikory „Przepiórki” (OP 15/2 15 pp/2), gdzie pełnił funkcję oficera szkoleniowego. Do sierpnia 1944 oddział ten przeprowadził najwięcej akcji dywersyjno-sabotażowych na Lubelszczyźnie. Jednocześnie Wilczyński był instruktorem w konspiracyjnej szkole oficerskiej i w szkole podchorążych. W końcu lipca 1944 wraz z kompanią Mariana Sikory walczył przeciwko wycofującym się oddziałom niemieckim w rejonie Końskowoli w powiecie Puławy. Po kilkunastodniowym urlopie udzielonym mu przez dowódcę powrócił ponownie do oddziału, by maszerować na pomoc walczącej Warszawie. Jako dowódca I plutonu otrzymał zadanie rozpoznania terenów podwarszawskich.
W rejonie Otwocka został wraz z plutonem rozbrojony i aresztowany przez Sowietów. Z aresztu NKWD w Lublinie został wysłany w głąb ZSRR. Podczas transportu w rejonie Kowla udało mu się zbiec z samochodu i po kilku dniach powrócić do Polski. Ukrywał się aż do początku 1945. 6 stycznia 1945 w okolicy Ryk, pow. Puławy, nawiązał kontakt z Marianem Bernaciakiem „Orlikiem” i objął funkcję oficera szkoleniowego w jego zgrupowaniu. Latem 1945 został mianowany referentem bezpieczeństwa w Podobwodzie B (południowa część pow. Puławy).   
Po śmierci Bernaciaka (24 czerwca 1946) został komendantem II rzutu organizacji w Obwodzie Puławy i przejął znaczną część obowiązków komendanta dywersji w całym inspektoracie. Operował głównie w powiatach: Puławy, Opole Lubelskie oraz częściowo Łuków, Lubartów i Kraśnik. W końcu lutego 1947 w związku z uchwaloną przez Sejm amnestią odbyła się w Warszawie narada kierownictwa Inspektoratu Puławskiego, w trakcie której inspektor Piotr Ignaciak „Just” wydał mu rozkaz przygotowania Obwodu Puławy do ujawnienia. W końcu marca 1947 ujawnił swoich żołnierzy przed komisjami amnestyjnymi w Puławach, Opolu Lubelskim i Nałęczowie. Ujawniło się wówczas ponad 200 żołnierzy WiN z terenu obwodu (rzut I i II). Był to jeden z nielicznych przypadków w Okręgu Lubelskim WiN, gdy akcja ujawnienia została przeprowadzona w sposób zorganizowany, a dowódca wziął pełną odpowiedzialność za jej ewentualne skutki. Po amnestii wraz z żoną Heleną Wilczyńską „Czarną” (łączniczką w Obwodzie Puławy) zamieszkał w Nałęczowie i prowadził własną firmę samochodową. Utrzymywał wówczas stałe kontakty z byłymi członkami organizacji. Wielokrotnie zdobywał dla swoich żołnierzy nowe dokumenty bądź ułatwiał im wyjazd na ziemie zachodnie. Jednocześnie utrzymywał kontakt z nieujawnioną grupą Mieczysława Pruszkowskiego „Kędziorka” ze zgrupowania Hieronima Dekutowskiego „Zapory”, operującą w okolicach Opola Lubelskiego i Kraśnika.
W sierpniu 1947 nawiązał kontakt z byłym referentem wywiadu w Inspektoracie Rejonowym Radzyń Podlaski - Arturem Wrońskim, który działał w rejonie Puław jako kontroler finansowy, oraz z Janem Lange, zajmującym się wcześniej w oddziale Wilczyńskiego przygotowywaniem dokumentów legalizacyjnych. Jesienią 1947 przeprowadzili akcję ściągania kontrybucji z młynów w rejonie Puław i Nałęczowa, aby zdobyć fundusze na organizację przerzutu za granicę przez Gdańsk dla najbardziej zagrożonych członków organizacji. W tym celu nawiązał w Warszawie kontakty z inspektorem Ignacakiem oraz z byłym komendantem dywersji w Obwodzie Garwolin, Wacławem Kuchnio. Środki finansowe miały być również użyte na wykupienie z więzienia bądź umożliwienie ucieczki Dekutowskiemu i jego ludziom. Grupa Wilczyńskiego zbierała ponadto informacje o sytuacji politycznej w kraju i losach działaczy podziemia dla Rządu RP na uchodźstwie. W lutym i marcu 1948 pod jego dowództwem w Rykach skonfiskowano pieniądze od kupców trzody chlewnej (ok. 600 tys. zł) oraz w Warszawie - w Domu Towarowym na Żoliborzu (120 tys. zł).
13 października 1948, w ramach operacyjnego rozpracowania o krypt. „Noc” funkcjonariusze WUBP w Lublinie aresztowali Wilczyńskiego i jego towarzyszy. 12 kwietnia 1949 WPR w Lublinie postanowiła przekazać śledztwo WPR w Warszawie. 26 czerwca 1950 Wilczyński został skazany wyrokiem WSR w Warszawie za działalność w WiN po okresie amnestyjnym na karę śmierci, utratę praw na zawsze i przepadek mienia. NSW postanowieniem z 22 września 1950 utrzymał wyrok w mocy. 16 października 1950 Bolesław Bierut nie skorzystał z prawa łaski. Według informacji Centralnego Zarządu Służby Więziennej rozstrzelano go 16 października 1950. Grób symboliczny znajduje się na Cmentarzu Wojskowym na Powązkach w Warszawie, w Kwaterze "Na Łączce".
Został odznaczony orderem Virtuti Militari V kl. i dwukrotnie Krzyżem Walecznych. W 2017, za wybitne zasługi dla niepodległości Rzeczypospolitej Polskiej, prezydent RP Andrzej Duda nadał mu pośmiertnie Krzyż Komandorski z Gwiazdą Orderu Odrodzenia Polski.